# Laurent de Wilde
Pour les articles homonymes, voir De Wilde.
Laurent de Wilde (né le 19 décembre 1960 à Washington) est un pianiste de jazz, compositeur, producteur et écrivain français.

## Biographie

### Jeunesse
Né en 1960 à Washington et vivant en France à partir de 1964, il intègre l’École normale supérieure en 1981, section philosophie. En 1983, à l’occasion d’une bourse d’études musicales, il se rend à New York au Brooklyn campus de l’université de Long Island. À l’expiration de sa bourse six mois plus tard, il décide de s’installer à New York. Avec les encouragements et les conseils de ses aînés[Qui ?], il se produit en ville et entre dans le groupe du trompettiste Eddie Henderson.

### Premiers enregistrements
En 1987, il enregistre Off the Boat avec Eddie Henderson et Ralph Moore, auxquels se joignent à la basse Ira Coleman et Billy Hart à la batterie, premier d'une série de quatre disques pour Ida Records. En 1989, paraît Odd and Blue avec Ira Coleman et Jack DeJohnette à la batterie, puis en 1990, Colors of Manhattan, avec Coleman, Henderson et le batteur Lewis Nash.
Laurent de Wilde revient à Paris pour s'y installer mais retourne à New York en 1992 enregistrer un album en trio, Open Changes, avec Ira Coleman et Billy Drummond à la batterie. Le succès de ce disque lui vaut en 1993 le prix Django-Reinhardt,, récompensant le meilleur musicien de l'année. Il partage alors son temps à Paris entre sa carrière de leader et celle d'accompagnateur auprès de Barney Wilen, Aldo Romano et André Ceccarelli.
En 1995, il signe et enregistre pour Sony Jazz The Back Burner.
En 1997, Laurent de Wilde sort son album en trio et quartet chez Sony Jazz, Spoon-a-Rhythm (calembour sur le mot anglais « spoonerism » qui signifie « contrepèterie »), qui lui vaut une récompense aux Victoires du jazz 1998 comme nouvel artiste jazz de l'année. Son trio tourne intensément en Europe, aux États-Unis et au Japon pendant plus de deux ans.

### Expérimentations électroniques
« Dans les années 1980, le champignon atomique du free jazz redescend. N’en subsistent que des cendres fumantes. […] Les musiciens actuels appartiennent à la génération Marsalis : un jazz conservateur de haut-vol, mais qui ne se renouvelle pas. Jusqu'alors, le genre appréhendait sa révolution tous les dix ans. La relève se fait attendre depuis maintenant un quart de siècle, si l’on excepte des personnalités hors normes telles Steve Coleman. »

— Laurent de Wilde, 2006.
Dans le sillage d'Erik Truffaz ou de Julien Lourau, Laurent de Wilde s’intéresse à la révolution électronique qui redéfinit le jazz contemporain : « le jazz, art anthropophage, ne pouvait ignorer ces nouvelles formes d’expression ».
Il entre dans le groupe d'Ernest Ranglin et multiplie les rencontres avec des univers musicaux aussi variés que Samia, Cosmik Connection ou Roudoudou. Il en résulte un album qui, en rupture avec les formations acoustiques précédemment enregistrées, revendique un jazz en mutation : Time for Change (Warner Jazz, 2000). Le groupe, composé de Flavio Boltro, Gaël Horellou, Minino Garay, Jules Bikoko et Stéphane Huchard, donne plus d'une centaine de concerts en France et à l’étranger.
Enrichi de cette expérience, Laurent de Wilde entre à nouveau en studio en 2002 et enregistre Stories, paru au printemps 2003. Ce nouveau groupe, qui accueille DJ Ben aux platines et Julien Charlet à la batterie, tourne toute l’année.
À l'automne 2004, avec une nouvelle formation, Laurent de Wilde enregistre un nouvel album Organics paru en octobre chez Nocturne. Le groupe est composé de Gaël Horellou au saxophone et machines, Philippe Bussonnet à la basse et Yoann Serra à la batterie. Cette même année, de Wilde collabore avec André Ceccarelli (Dreyfus), Eddie Henderson (Marge) et Rick Margitza (Nocturne).
Laurent de Wilde profite du répit qu'il a entre deux tournées pour confronter les deux mondes qu'il parcourt depuis vingt ans et enregistre la rencontre d’un piano acoustique et d'un ordinateur. Sous forme d’un duo avec Otisto 23, Laurent de Wilde produit des sons issus de son piano, avec ou sans clavier, sons qu’Otisto enregistre à la volée pour les mettre en boucle, les traiter et construire la musique en avançant au gré des propositions du piano ou de l’ordinateur. L’album, PC Pieces parait chez Nocturne en septembre 2007 et se présente sous forme d’un petit livre dans lequel Laurent raconte le long chemin aboutissant à ce disque. À l’intérieur, un Dualdisc propose la musique sur une face et de la vidéo sur l’autre : des clips synchrones à la musique et une captation de concert. Il sera suivi de Fly en 2010, puis Fly Superfly en 2014.

### Sans oublier l'acoustique
En février 2006, Laurent de Wilde se tourne à nouveau vers le trio acoustique avec Laurent Robin (batterie) et Darryl Hall (basse). Il en résulte un album riche et rythmé, The Present (Nocturne).
Au printemps, Laurent rencontre Abd Al Malik, pour lequel il est sideman et arrangeur de 2006 à 2008. En 2009, Laurent de Wilde réalise et tourne avec le projet jazz de Diane Tell autour de Boris Vian (Dr Boris and Mister Jazz, Celluloïd).
Laurent de Wilde publie son disque Over the clouds, en trio acoustique en avril 2012. Il y est rejoint par Ira Coleman à la basse et Clarence Penn à la batterie. La session d’enregistrement a lieu à Paris en janvier 2012. L’album, très apprécié, relance de façon significative l’activité de de Wilde en trio,.

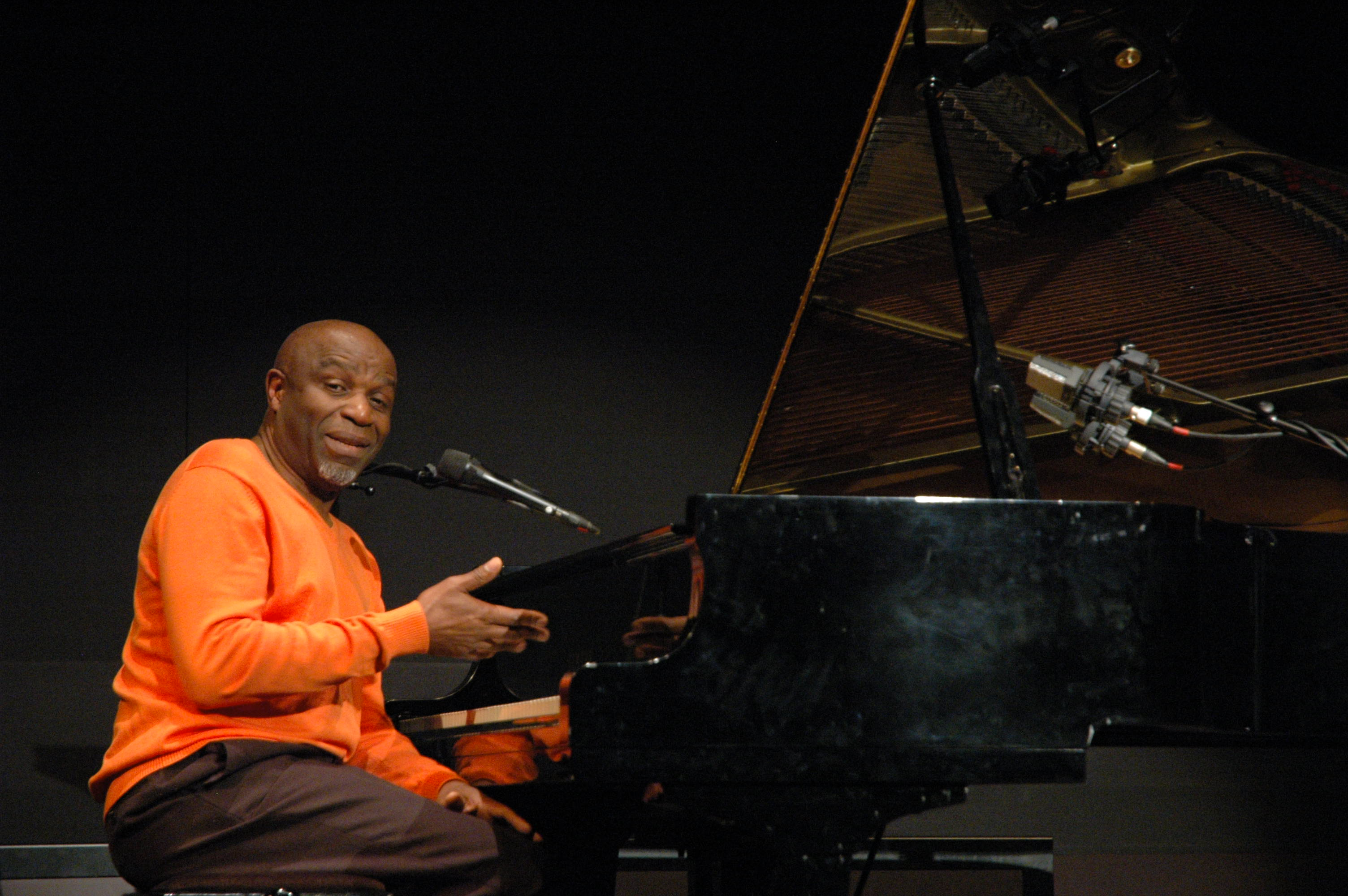
Ray Lema, avec lequel Laurent de Wilde a enregistré deux albums.

En 2016 parait Riddles, son premier album en collaboration avec le pianiste franco-congolais Ray Lema, dans lequel les deux musiciens imaginent de jouer ensemble sur deux pianos « le moins de notes possible et juste les bonnes. » Leur projet prend toute sa mesure en concert et on retrouve le duo très régulièrement sur scène. En 2021, leur collaboration se poursuit avec la parution d’un second opus intitulé Wheels,.
En 2017, à l'occasion du centenaire de la naissance de Thelonious Monk et vingt ans après la publication de Monk, paraît New Monk Trio, un disque en trio en hommage au pianiste,. Accompagné de Jérôme Regard et de Donald Kontomanou, Laurent de Wilde y revisite le répertoire de Monk : « Modifications du tempo original, altération des formes, éclatement des harmonies, rapprochement de plusieurs mélodies dans un seul morceau furent quelques-uns des outils à ma disposition. »
En 2023 paraît Life is a Movie, où le pianiste est accompagné de Jérôme Regard (contrebasse) et Donald Kontomanou (batterie). Remis d'un accident de moto qui l'a privé de l'usage de ses jambes, il y explore l'idée qu'une vie est comme un film qui serait réalisé par quelqu'un d'autre. L'album se termine par le titre Mes Insomnuits, sur lequel il lit un de ses textes inspirés par ses insomnies.

### Au-delà de l’activité de musicien
Musicien de jazz, Laurent de Wilde explore également d'autres domaines liés à la musique et à la littérature.

#### L'écriture

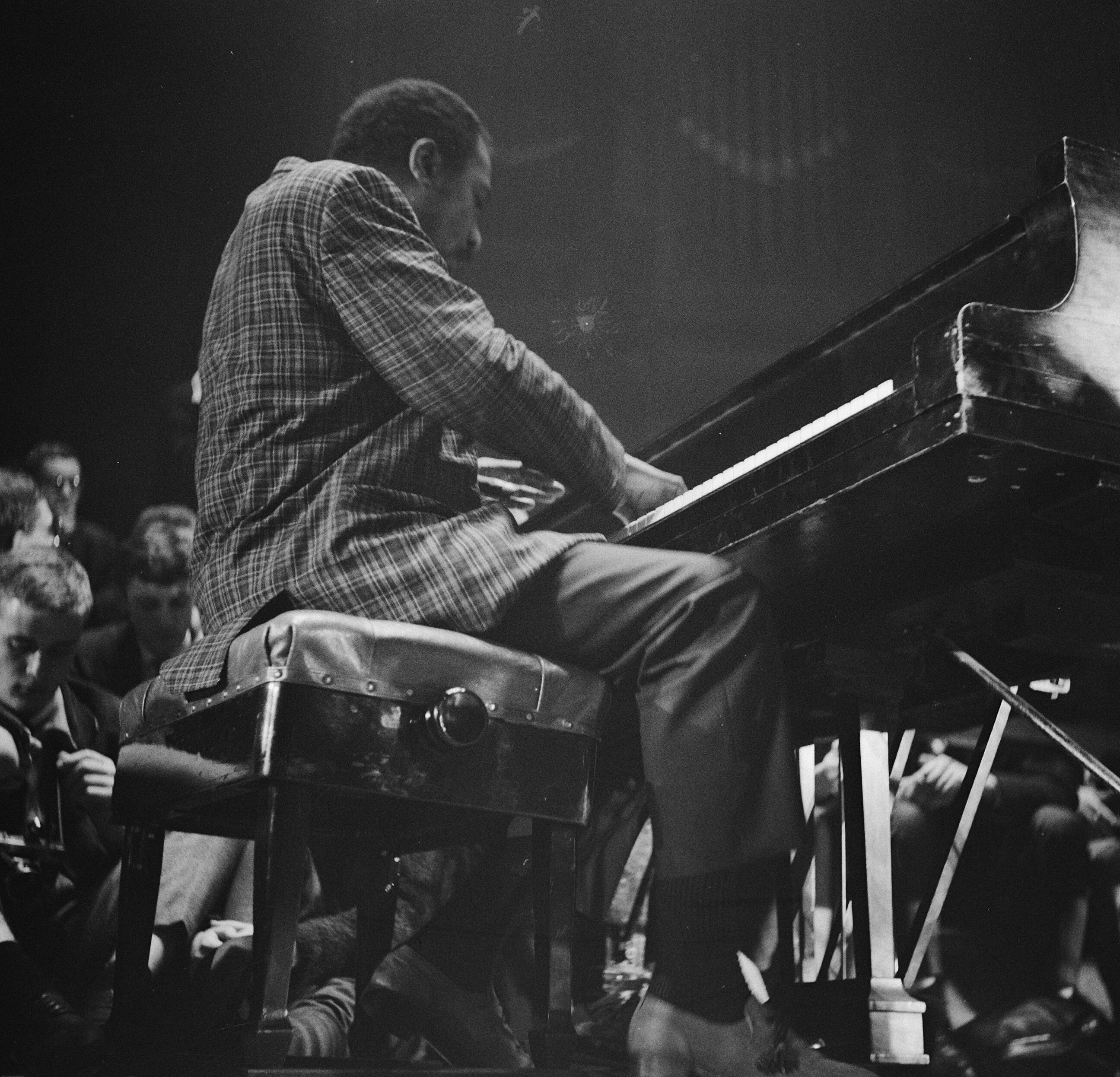
Thelonious Monk en concert à Amsterdam le 15 avril 1961.

En 1996 paraît dans la collection « L’Arpenteur » des Éditions Gallimard sa biographie de Thelonious Monk, l'un des pianistes les plus célèbres et les plus controversés de l’histoire du jazz. Publié en poche en 1997 chez Folio, Monk reçoit en 1996 le prix Charles Delaunay du meilleur livre sur le jazz ainsi que le prix Pelléas. Cet ouvrage est traduit et publié à New York, Londres, Tokyo, Barcelone et Milan.
Il écrit la préface de la réédition de Jazz Me Blue de François Postif, un recueil d'interviews de musiciens de jazz (2009, Prix du livre de jazz en 1998), et participe à l'ouvrage collectif Au Duc des Lombards (2010).
Il publie Les Fous du Son : d'Edison à nos jours (Grasset 2016, Folio 2019), un ouvrage qui retrace l'histoire et l'évolution de la musique électronique.
Il participe à l'ouvrage collectif Mystère Monk paru en 2022, dirigé par Franck Médioni.

#### La production
Laurent de Wilde produit quatre volumes de contes d'Afrique avec Souleymane Mbodj pour les éditions Milan.
Outre son travail sur ses propres albums, il s'implique aussi dans la production de disques sur le label Gazebo, spécialisé dans le jazz contemporain français, qu’il a fondé en 2010. Les artistes mis en avant par le label, outre de Wilde, sont Géraldine Laurent (At Work, 2015 et Cooking, 2019), Paul Lay (Thanks a Million, avec Éric Le Lann, 2018 et Full Solo, 2022) et Pierrick Pédron (Fifty-Fifty, 2021 et Pedron Rubalcaba, 2023). Comme à travers son travail d’auteur spécialiste de la musique, de Wilde se fait ici passeur en diffusant le travail d’autres artistes de la scène jazz française,.

#### Les documentaires
Il participe à la coécriture et présentation d'un documentaire pour Arte autour de Thelonious Monk intitulé  Monk par de Wilde, de Wilde par Monk. Il y lit des extraits du livre qu'il a consacré au pianiste et montre des exemples au piano,.
Fort du succès de la première diffusion de Monk par Arte, de Wilde est de nouveau sollicité pour la coécriture et la présentation de l'épisode de la série produite par Zadig productions sur le contrebassiste et compositeur Charles Mingus.

#### Autres projets
En 2012, de Wilde est scénariste et présentateur des 10e Victoires du jazz, tournées au Parc Floral de Vincennes et à Marciac. En 2022, il est à nouveau le maître de cérémonie des 20e Victoires du Jazz, tournées à Antibes.
Sous la houlette du festival de Coutances Jazz sous les pommiers, Laurent de Wilde et le comédien Jacques Gamblin présentent — avec un sextet formé par Laurent de Wilde pour l'occasion comprenant Alexandre Tassel, Guillaume Naturel, Jérôme Regard, Donald Kontomanou et DJ Alea — un spectacle de lectures musicales autour de textes de Gamblin, entre autres. Initialement intitulé Gamblin Jazz de Wilde Sextet, le spectacle devient Ce que le djazz fait à ma djambe et est joué sous ce titre pendant un mois au Théâtre du Rond-Point en 2015, puis au Théâtre de l'Atelier en 2017,,.
Après avoir été pendant quatre ans (2016-2020) l'hôte de l'émission Portrait in Jazz sur TSF Jazz dans laquelle il invite des personnalités à partager leur amour du jazz, Laurent de Wilde anime quotidiennement depuis l'automne 2020 l'émission grand public On The Wilde Side sur Radio Classique, diffusée du lundi au vendredi de 19h à 20h, dans laquelle il évoque l'histoire du jazz à travers différentes thématiques, en présentant divers morceaux. Cette activité illustre le rôle de vulgarisateur que joue Laurent de Wilde en France, engagé dans la promotion de la musique jazz, que ce soit à travers l’écriture, la radio, la réalisation de documentaires, mais aussi son label.
Depuis 2019, Laurent de Wilde est président de la Commission des Finances de l'ADAMI.

## Prix et distinctions
- 1993 : Prix Django-Reinhardt de l'Académie du jazz[1],[2]
- 1996 : Prix Charles-Delaunay du meilleur livre sur le jazz et prix Pelléas pour Monk[16]
- 1998 : Victoires du jazz comme nouvel artiste jazz de l'année[3]
- 2012 :  Chevalier de l'ordre des Arts et des Lettres[33]
- 2017 : Prix du disque français de l'Académie du jazz pour New Monk Trio[34]
- 2018 : Victoires du jazz dans la catégorie Artiste de l'année
- 2018 : Grand prix Sacem du jazz

## Discographie

### En tant que leader
- 1987 : Off the Boat (IDA Records)
- 1989 : Odd and Blue (IDA Records)
- 1990 : Colors of Manhattan (IDA Records)
- 1992 : Open Changes (IDA Records)
- 1995 : The Back Burner (Sony Music)
- 1997 : Spoon-a-Rhythm (Sony Music)
- 2000 : Time 4 Change (Warner Jazz)
- 2003 : Stories sextet electro (Warner Jazz)
- 2004 : Organics quartet electro (Nocturne)
- 2006 : The Present (Nocturne)
- 2012 : Over the clouds (Gazebo)
- 2017 : New Monk Trio (Gazebo)
- 2023 : Life is a Movie (Gazebo)

### AvecOtisto 23
- 2007 : PC Pieces (Nocturne)
- 2010 : Fly (Gazebo)
- 2014 : Fly superfly ! (Gazebo)

### AvecRay Lema
- 2016 : Riddles (Gazebo)
- 2021 : Wheels (Gazebo)

### En tant que sideman
Avec Barney Wilen
- 1992 : Essential Ballads (IDA Records)
- 1994 : Talisman (IDA Records)
- 1999 : The Osaka concert (Trema)

Avec Philippe Laudet
- 1994 : Beautiful love (Djaz records)

Avec Gilles et Guillaume Naturel
- 1995 : Naturel (Jms)

Avec Lee Konitz
- 1997 : Dig dug dog (Sony Japan)

Avec Michael Franti, Finley Quaye, Ernest Ranglin
- 1998 : Red hot and rhapsody (Verve)

Avec Cosmik connection
- 2001 : Cosmik connection : II (La baleine)

Avec Roudoudou
- 2001 : Just a place in the sun (Delabel)

Avec Christophe Rime
- 2003 : Heavy loud funk menuet (Night and day)

Avec Dj Ben
- 2003 : B-komin (Infra tunes)

Avec Rick Margitza
- 2004 : Bohemia (Nocturne)

Avec Eddie Henderson
- 2004 : Echoes (Futura marge)

Avec André Ceccarelli
- 2004 : Carte blanche (Dreyfus jazz)

Avec Alex Tassel
- 2002 : Fillet of soul (Nocturne)
- 2005 : Fillet of soul, vol.2
- 2008 : Movements (Naïve)
- 2009 : Heads or Tails (Naïve)
- 2012 : The first element : The Sea (Naïve)
- 2015 : Serenity (Moods Recording)

### En tant que producteur
- 2015 : At Work de Géraldine Laurent (Gazebo)
- 2018 : Thanks a Million d'Éric Le Lann & Paul Lay (Gazebo)
- 2019 : Cooking de Géraldine Laurent (Gazebo)
- 2021 : Fifty - Fifty, New York Sessions de Pierrick Pédron (Gazebo)
- 2022 : Full Solo : Autour de Beethoven de Paul Lay (Gazebo)
- 2023 : Pedron Rubalcaba de Pierrick Pédron et Gonzalo Rubalcaba (Gazebo)

### Musiques de film
- 2001 : Pas vu, pas pris, téléfilm de Dominique Tabuteau
- 2009 : Le Pays à l'envers, documentaire de Sylvaine Dampierre
- 2011 : Intérieur femme, documentaire de Didier Rouget